# Józef Antoni Szemioth
Józef Antoni (Kazimierz) Szemioth Kieżgajło herbu Łabędź odmienny – ciwun birżyniański w latach 1694-1702, strażnik żmudzki w 1694 roku.
Był elektorem Augusta II Mocnego z Księstwa Żmudzkiego w 1697 roku.